# Seznam hvězdáren v Česku
Seznam hvězdáren v Česku obsahuje hvězdárny, které byly postaveny na území České republiky, soukromé i veřejné, v provozu i zaniklé. Je řazen podle krajů a nemusí být úplný.

## Seznam

### Jihočeský kraj
- Hvězdárna a planetárium v Českých Budějovicích
- Observatoř Kleť – Kájov, okres Český Krumlov
- Hvězdárna Kunžak – okres Jindřichův Hradec
- Hvězdárna prof. Františka Nušla v Jindřichově Hradci
- Hvězdárna Františka Pešty – Sezimovo Ústí, okres Tábor
- Hvězdárna Tábor

### Jihomoravský kraj
- Hvězdárna a planetárium Brno – Brno-střed
- Hvězdárna Veselí nad Moravou – okres Hodonín
- Hvězdárna a planetárium Oldřicha Kotíka – Ždánice, okres Hodonín
- Hvězdárna Vyškov

### Karlovarský kraj
- Hvězdárna Gymnázia v Chebu
- Hvězdárna Františka Krejčího – Karlovy Vary

### Královéhradecký kraj
- Hvězdárna a planetárium v Hradci Králové
- Hvězdárna v Úpici – okres Trutnov
- Centrum přírodních věd – Hvězdárna Jičín

### Liberecký kraj
- Hvězdárna Turnov – okres Semily

### Moravskoslezský kraj
- WHOO! – Opava
- Planetárium Ostrava

### Olomoucký kraj
- Hvězdárna Slavonín - Olomouc
- Hvězdárna Prostějov

### Pardubický kraj
- Hvězdárna barona Artura Krause – Pardubice
- Hvězdárna Boleslava Tecla při DDM Moravská Třebová – okres Svitavy

### Plzeňský kraj
- Hvězdárna a planetárium Plzeň – zrušená
- Hvězdárna v Rokycanech a Plzni

### Praha
- Seznam hvězdáren a planetárií v Praze

### Středočeský kraj
- Hvězdárna ve Vlašimi – okres Benešov
- Hvězdárna Žebrák – okres Beroun
- Hvězdárna města Mladá Boleslav
- Hvězdárna Benátky nad Jizerou – okres Mladá Boleslav
- Ondřejovská hvězdárna – Ondřejov, okres Praha-východ
- Lidová hvězdárna Josefa Sadila – Sedlčany, okres Příbram
- Soukromá hvězdárna Antonína Bečváře – Brandýs nad Labem, okres Praha-východ

### Ústecký kraj
- Mikulášovická hvězdárna – okres Děčín
- Astronomicko přírodovědná observatoř v Kadani – okres Chomutov
- Hvězdárna dr. Antonína Bečváře – Most
- Hvězdárna a planetárium Teplice
- Ústecká hvězdárna – Telnice-Liboňov, okres Ústí nad Labem; zaniklá

### Kraj Vysočina
- Hvězdárna a planetárium dr. Zdeňka Kvíze – Třebíč
- Hvězdárna Žďár nad Sázavou

### Zlínský kraj
- Hvězdárna a planetárium Uherský Brod – okres Uherské Hradiště
- Hvězdárna Valašské Meziříčí – okres Vsetín
- Hvězdárna Vsetín
- Hvězdárna Zlín